# GLN
Глобальний номер розташування (англ. Global Location Number, GLN) — цифровий ідентифікатор, що призначається виробничим та іншим функціональним об'єктам підприємства і призначений для ідентифікації цих об'єктів в інформаційних системах.
Ідентифікатори сумісні зі стандартом ISO 6523.

## Передумови застосування
У сучасній практиці торгівлі та постачання інформація про контрагентів, із якими існують певні взаємовідносини, зберігається в інформаційних системах в електронному вигляді.
У діловій практиці часто потрібно відрізняти окремі функціональні підрозділи підприємств. Наприклад, постачальник торгової мережі завжди має відрізняти її окремі магазини, навіть якщо всі вони входять до складу однієї юридичної особи.
Внаслідок цього виникає потреба в універсальному методі ідентифікації торгових партнерів та їхніх підрозділів, що відповідав би практичним потребам виробничих, постачальницьких та торгових процесів. Із цією метою, організацією GS1 було запроваджено всесвітній стандарт — Global Location Number, скорочено GLN (в українському перекладі — «Глобальний номер розташування»).

## Структура GLN
GLN складається з 13 цифр та має структуру EAN/UCC-13:
- префікс підприємства (змінної довжини)
- код об'єкта в межах підприємства (теж змінної довжини), разом із префіксом має довжину 12 цифр
- остання (тринадцята) цифра — контрольний розряд.

## Застосування
Номер GLN використовується для ідентифікації будь-якого об'єкта (фізичного чи юридичного), який відіграє роль у процесах постачання. Застосування єдиного стандарту для ідентифікації таких об'єктів є передумовою ефективної електронної комерції між торговими партнерами.
Номерами GLN можуть бути ідентифіковані такі типи об'єктів із визначеним розташування:
- Матеріальний (реально існуючий) об'єкт — окремий об'єкт із визначеною адресою фактичного місцезнаходження, що вважається пунктом доступу в певних ділових процесах, наприклад, окреме помешкання в будівлі, склад, ворота складу, завантажувальний термінал, пункт доставки, а також функціональні об'єкти, такі як «поштові скриньки» для повідомлень електронного обміну даними).
- Юридичний об'єкт — організація чи підприємство, що є учасником системи GS1[note 1].

Для ідентифікації кожного окремого об'єкта потрібен окремий номер GLN (наприклад, кожен магазин роздрібної торгової мережі потребує окремого GLN для уможливлення ефективного спрямування доставок в окремі магазини).

## Отримання GLN
Для отримання GLN підприємству достатньо оформити членство в асоціації GS1. «Основний» GLN, що ідентифікує підприємство, буде призначено автоматично, відповідна інформація про нього стане доступною партнерам підприємства через електронні каталоги асоціації GS1 (GEPIR, GDSN).
За потреби підприємство-учасник системи GS1 завжди може отримати додаткові номери GLN для своїх структурних підрозділів, виробничих об'єктів тощо.
В Україні глобальні номери розташування призначає асоціація «ЄАН-УКРАЇНА» (GS1 Україна), що є офіційним представником міжнародної організації GS1 в Україні.